# Доні-Вакуф (громада)
Доні-Вакуф (хорв. і босн. Opština Donji Vakuf, серб. Општина Доњи Вакуф) — боснійська громада, розташована в Середньобоснійському кантоні Федерації Боснії і Герцеговини. Адміністративним центром є місто Доні-Вакуф.
| Боснія і Герцеговина | Це незавершена стаття з географії Боснії і Герцеговини. Ви можете допомогти проєкту, виправивши або дописавши її. |